# Therion nigrovarium
Therion nigrovarium är en stekelart som först beskrevs av Brulle 1846.  Therion nigrovarium ingår i släktet Therion och familjen brokparasitsteklar. Inga underarter finns listade i Catalogue of Life.